# François-Xavier Seelos
François-Xavier Seelos (né le 11 janvier 1819 à Füssen, mort le 4 octobre 1867 à La Nouvelle-Orléans) est un missionnaire rédemptoriste allemand. Le pape Jean-Paul II le béatifie le 9 avril 2000.

## Biographie
Son père est le sacristain de l'église Saint-Magne de Füssen. Très tôt, François-Xavier ressent le désir d'être prêtre. Après l'école primaire à Füssen, il va pendant sept ans au gymnasium Saint-Étienne tenu par les bénédictins à Augsbourg. Après son abitur en 1839, il étudie la théologie et la philosophie à Munich. Après avoir rejoint les Rédemptoristes, il émigre en 1843 aux États-Unis, où il commence le noviciat dans le Maryland.
En 1844, il est ordonné prêtre dans l'église Saint-Jacques-le-Mineur (en) (St. James the Less) de Baltimore. Durant les neuf années suivantes, il officie dans la paroisse Sainte-Philomène à Pittsburgh, d'abord comme vicaire de John Neumann. En 1854, il est renvoyé à Baltimore. En 1857, il devient prêtre à Cumberland, où il tient la confession plusieurs heures par jour, puis à Annapolis en 1862.
Après les nouvelles lois sur le service militaire en 1863, Seelos demande au président Abraham Lincoln de réformer les étudiants de sa congrégation, ce qu'il obtient. Après son licenciement comme préfet en 1863, il œuvre dans une dizaine d'États américains comme missionnaire charismatique. En 1866, il est installé à La Nouvelle-Orléans.
Le 4 octobre 1867, François-Xavier Seelos meurt de la fièvre jaune.
Un sanctuaire national désigné par la Conférence des évêques catholiques des États-Unis lui est dédié, à l’église de l’Assomption-de-Marie de La Nouvelle-Orléans dans l’État de Louisiane aux États-Unis.